# Les Choses de la vie (album)
 (octobre 2017).
Albums de Lorie
Danse
(2012) Hyper Lorie
(2024)
Singles
1. La vie est belle
Sortie : 1er septembre 2017
2. Bel été
Sortie : 2 novembre 2017
3. Tu dessines un sourire (remix)
Sortie : 16 avril 2018

Les Choses de la vie est le huitième album studio de la chanteuse française Lorie, sorti le 17 novembre 2017.
Le premier single, La vie est belle, est dévoilé le 1er septembre 2017 via YouTube, puis sur les plateformes de téléchargement légal à partir du 4 septembre. Un second single, Bel été sort le 3 novembre, suivi le 16 avril par Tu te dessines un sourire.
L'album est un échec commercial. Il se classe n°39 des ventes physiques et n°37 des téléchargements, avec 2 300 exemplaires écoulés en première semaine. Il chutera les semaines suivantes et ne restera classé que 5 semaines dans le Top 200. Il s'est écoulé à 5 000 ventes.
Une tournée, Des choses à se dire, est lancée le 31 mai 2018 à l'Olympia de Paris.

## Liste des pistes
| No  | Titre                     | Auteur | Durée |
| --- | ------------------------- | ------ | ----- |
| 1.  | La vie est belle          |        | 3:32  |
| 2.  | Trois fois rien           |        | 3:28  |
| 3.  | Bel été                   |        | 2:25  |
| 4.  | Tellement facile          |        | 3:33  |
| 5.  | La plus douce             |        | 2:48  |
| 6.  | Tu te dessines un sourire |        | 3:33  |
| 7.  | Chanson douce             |        | 3:01  |
| 8.  | Tout simplement           |        | 2:48  |
| 9.  | Mille et une nuits        |        | 3:10  |
| 10. | En attendant              |        | 3:22  |
| 11. | Et si                     |        | 2:57  |
| 12. | Il paraît                 |        | 3:22  |

## Tournée
Afin de promouvoir son nouvel album, Lorie monte sur scène pour une nouvelle tournée baptisée Des choses à se dire, dix ans après sa dernière tournée. Les dates à Lyon, Annecy et Genève prévues pour 2019 ont été décalées en 2020 car toutes les conditions n'étaient pas au rendez vous pour assurer le spectacle.
À partir du concert de Saint-Martin de Crau, la tournée est annulée en raison du Covid-19. 
Sur ces réseaux sociaux, Lorie annonce un concours pour les sourds et sourdes. Ces derniers rejoignent Lorie sur scène pour interpréter la chanson Je serai (ta meilleure amie) en langue des signes.